# Alfonso de Ávalos
Pour les articles homonymes, voir Avalos.
Alfonso III d’Ávalos (1502 † 1546), marquis del Vasto (« marquis de Gouast » ou « de Guast » dans des testes français du seizième et du dix-septième siècle) puis marquis de Pescara (1525), militaire du royaume de Naples au service de l’Espagne, fut en outre capitaine général du duché de Milan.

## Biographie

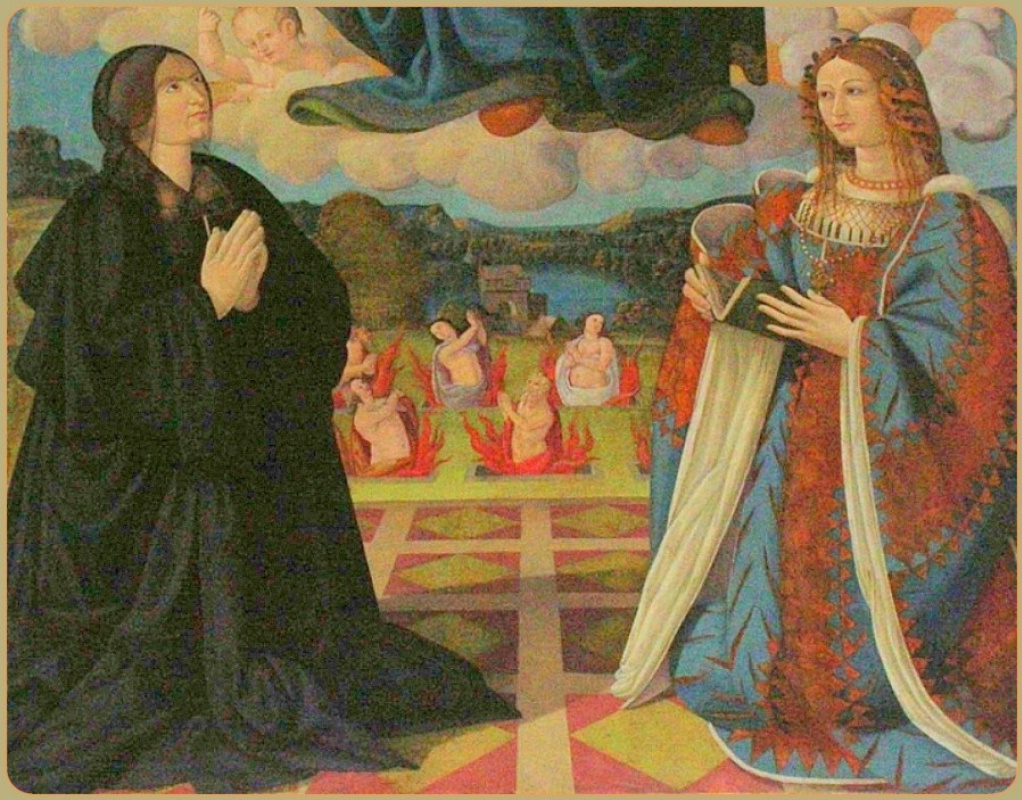
Vittoria Colonna en Madone de Charité, église Saint-Antoine de Padoue à Ischia.

D'une famille aragonaise implantée en Italie depuis le XVe siècle, il naît à Ischia le 25 mai 1502. Orphelin de bonne heure, il est élevé par Vittoria Colonna, épouse de son cousin germain Ferdinand-François d’Ávalos, à qui il succède dans le commandement des armées de Charles Quint.
Il combat les Français à la bataille de Pavie (1525). En 1528, sous les ordres de l'amiral espagnol Hugo de Moncada, il est capturé par le Génois Filippino Doria. En 1532, il secourt l’Autriche contre Soliman le Magnifique qui vient de lever le siège de Vienne et poursuit la guerre en Hongrie (en). Il suit l’empereur dans toutes ses expéditions, notamment à la conquête de Tunis (1535).
Nommé gouverneur du Milanais, il est envoyé en ambassade pour l'intronisation du doge de Venise, Pietro Lando, en 1538. En 1541, il est impliqué dans une grave crise diplomatique entre la France et l'Empire : comme gouverneur de Milan, il commande une escorte qui accompagne deux envoyés de François Ier, le transfuge espagnol Antonio Rincón et le Génois Cesare Fregoso, passant par Pavie. Des rumeurs avaient déjà avisé les ambassadeurs français que les Espagnols voulaient faire assassiner Rincón qu'ils considéraient comme un traître. En effet, les deux envoyés disparaissent et, quelques mois plus tard, on retrouve leurs cadavres non loin de Pavie. Alfonso de Ávalos et Diego Hurtado de Mendoza y de la Cerda (en), ambassadeur d'Espagne à Venise, malgré leurs dénégations, sont les principaux suspects. Peu après, Mendoza échappe de justesse à un attentat et l'agresseur avoue avoir agi sur ordre de Guillaume Pellicier, ambassadeur de France à Venise. Mendoza apprend ensuite qu'« un certain nègre fou, qui parle espagnol et est sicilien, a dit qu'il serait facile de tuer le marquis [Alfonso de Ávalos del Vasto] avec une arquebuse » et que cet homme a été vu en conversation avec l'ambassadeur de France. Cette affaire donne à François Ier un motif pour rompre la trêve et engager la neuvième guerre d'Italie (1542-1546). En décembre 1542, Mendoza parvient à se débarrasser de Pellicier en le faisant accuser d'espionnage et expulser par la Sérénissime. 
Alfonso de Ávalos reprend alors les armes. En 1543, il fait lever, le siège de Nice à Khayr ad-Din Barberousse et à François d’Enghien, qui le défait à son tour à la bataille de Cérisoles (11 avril 1544). Cependant, à la bataille de Serravalle (2 juin 1544), il bat l'armée franco-italienne de Pierre Strozzi et reconquiert le Milanais.
En 1523, il avait épousé Maria d'Aragona, fille de Ferdinand d'Aragon, duc de Montalto (en), fils naturel de Ferdinand Ier de Naples. Ils ont deux fils : le cardinal Innico d'Avalos d'Aragona (1535 ou 1536 - 1600) et Francesco Ferdinando d'Ávalos (en) (v.1530 - 1571), gouverneur de Milan puis vice-roi de Sicile.
Alfonso d’Ávalos meurt d’une fièvre subite le 31 mars 1546, à Vigevano. 
Protecteur des arts et des lettres, il a laissé quelques poésies comme la balade Anchor che col partire mise en musique par Cyprien de Rore. Il a commandé deux toiles au Titien : le Portrait d'Alfonso d'Avalos aujourd'hui au Getty Center de Los Angeles et une Allocution d'Alphonse d'Avalos conservée au musée du Prado, à Madrid. Un autre portrait de lui a été peint par Anthonis Mor d'Utrecht.

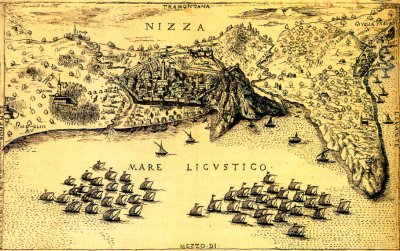
Siège de Nice (1543).